# Le Book club mortel
Pour plus de détails, voir Fiche technique et Distribution.
Le Book club mortel (El club de los lectores criminales) est un film espagnol réalisé par Carlos Alonso Ojea, sorti en 2023.

## Synopsis
Huit amis d'un club de lecture consacré à la littérature horrifique doivent échapper à un clown tueur.

## Fiche technique
- Titre : Le Book club mortel
- Titre original : El club de los lectores criminales
- Réalisation : Carlos Alonso Ojea
- Scénario : Carlos García Miranda d'après son roman
- Musique : Arnau Bataller
- Photographie : Pablo Diez
- Montage : Luis de la Madrid
- Production : Raimon Masllorens et Arlette Peyret (producteurs délégués)
- Société de production : Brutal Media
- Pays :  Espagne
- Genre : Thriller et slasher
- Durée : 89 minutes
- Dates de sortie : 
  - Netflix : 25 août 2023

## Distribution
- Veki Velilla : Ángela
- Álvaro Mel : Sebas
- Priscilla Delgado : Virginia
- Iván Pellicer : Nando
- Hamza Zaidi : Koldo
- María Cerezuela : Eva
- Ane Rot : Sara
- Carlos Alcaide : Rai
- Daniel Grao : Cruzado
- Carmela Lloret : Catalina

## Accueil
Le film a reçu un accueil très défavorable de la critique. Il obtient un score moyen de 9 % sur Rotten Tomatoes.